# The Noisemaker
Pour l’article homonyme, voir NoiseMaker.
Pour plus de détails, voir Fiche technique et Distribution.
The Noisemaker est un court métrage dramatique lituanien écrit et réalisé par Karolis Kaupinis et sorti en 2014.

## Synopsis
Dans une école de province lituanienne, la délégation officielle du Ministère se fait attendre dans la nervosité. Et pourtant, la remise de cette nouvelle cloche, c'est la dernière chose dont l'école a besoin.
Luttant pour sa survie, l'établissement manque actuellement des deux élèves pour remplir le quota gouvernemental leur permettant de rester légalement ouvert. Anticipant l'arrivée de la délégation, le Directeur fait tout son possible pour cacher la pénurie évidente et éviter la fermeture de l'école.

## Fiche technique
- Titre international : The Noisemaker
- Titre original : Triuksmadarys
- Réalisation : Karolis Kaupinis
- Scénario : Karolis Kaupinis, Nadja Dumouchel
- Photographie : Narvydas Naujalis
- Montage : Ieva Veiverytė, Karolis Kaupinis
- Casting : Kristina Kolyte
- Décors : Aurimas Akšys
- Production : Marija Razgutė
  - Coproduction : Kaśka Krosny
  - Production executive : Kristina Vildziunaite
- Sociétés de production : M-films, East of West Cinema
- Pays de production : Lituanie, Suède
- Langue originale : lituanien
- Format : couleur
- Genre : drame
- Durée : 15 minutes
- Dates de sortie :
  - Suisse : 14 août 2014 (Festival international du film de Locarno)[1]
  - France : 23 janvier 2015 (Festival Premiers Plans d'Angers)
  - Portugal : 25 avril 2015 (Festival d'IndieLisboa)
  - Espagne : 19 décembre 2015 (Tenerife Shorts)

## Distribution
- Valentinas Masalskis : Directeur
- Sarunas Puidokas : Concierge
- Aldona Bendoriute : Gardienne
- Valerijus Jevsejevas : Enseignant
- Elona Karoblyte : Cliente
- Neringa Krungleviciute : Enseignante
- Tomas Kutkaitis : Enseignant en voyage
- Jelena Mastakova : Le garçon
- Igoris Reklaitis : Vendeur
- Mile Sablauskaite : Prêtre
- Nijole Sabulyte : Factrice
- Vita Siauciunaite : Enseignante
- Irena Simonaityte : Enseignante
- Dalia Storyk : Enseignante
- Zivile Subaciute : Enseignante
- Kristina Svencionyte : Enseignante en voyage
- Justina Vaiksnoraite : Enseignante en voyage
- Diana Valiusaitiene : Enseignante en voyage
- Vaclovas Zebrauskas : Bibliothécaire
- Velta Zygure : Cliente

## Production
The Noisemaker est le premier court métrage de Karolis Kaupinis et sa première collaboration avec la productrice lituanienne  Marija Razgutė (M-Films).
Ses deux parents étant instituteurs, le réalisateur décide de faire un court métrage sur la fermeture des écoles dans les milieux ruraux, phénomène commun depuis les années 90 en Lituanie. Il tourne une partie du film dans une école primaire de la ville de Vilnius (Lituanie).
The Noisemaker est le premier film lituanien à être sélectionné au Festival du film de Locarno (Suisse) e 20 ans soit depuis 1994.

## Nominations et distinctions
- Festival International du Court Métrage 2Annas 2014 : Prix du Meilleur court métrage balte
- Festival du film Nuits noires de Tallinn 2014 : Nomination dans la catégorie Films baltes
- Festival international du film de Locarno 2014 : Nomination dans la catégorie internationale
- Prix de l'Académie du Cinéma Lituanien "Silver Crane" 2015 : Prix du Meilleur Court Métrage de Fiction Lituanien
- Prix de l'Académie du Cinéma Lituanien "Silver Crane" 2015 : Prix du Meilleur Acteur (Valentinas Masalskis)
- Festival de Court Métrage Indépendant de Vienne 2015 : Mention Spéciale du Jury
- Festival international du film de Vilnius 2015 : Prix du Meilleur Court Métrage Lituanien
- Festival Premiers Plans d'Angers 2015 : Nomination dans la catégorie internationale